# モンテス・フォード
モンテス・フォード（Montez Ford、1990年5月31日 - ）は、アメリカ合衆国のプロレスラー。イリノイ州シカゴ出身。WWE・SmackDown所属。本名および旧リングネームはケネス・クロフォード（Kenneth Crawford）。

## 来歴

### 学生時代
学生時代、陸上競技で活動。ノースカロライナ州アンソン郡に所在するアンソン高校、サウスピードモント・コミュニティ大学に在籍時には200メートル競走、400メートル競走、1600メートルリレー走でそれぞれ最高記録を樹立。アンソン高校在籍時の2007年にはアンソン高校最優秀アスリート賞を受賞している。

### 海軍時代
サウスピードモント・コミュニティ大学卒業後、軍人になる事を選択。アメリカ海軍入隊を目指してサウスカロライナ州パリスアイランドの新兵訓練キャンプに参加後、カリフォルニア州オーシャンサイドに所在するキャンプペンドルトン海兵隊基地に所属。4年間従事し、伍長まで昇進した。

### WWE
2015年4月、アメリカのメジャープロレス団体であるWWEとディベロップメント契約を交わし入団。入団後、トレーニング施設であるWWEパフォーマンスセンターにてプロレスの基礎を学ぶ。9月26日、傘下団体であるNXTのNXT Liveにてバトルロイヤルでプロレスラーデビューを果たす。
2016年2月18日、NXT Liveにてクリス・ジラードと対戦。プロレスラーとしてのキャリア初勝利を飾った。3月16日、NXTにて初登場。アンジェロ・ドーキンスと組んでハイプ・ブロズ（ザック・ライダー & モジョ・ローリー）と対戦。序盤より一方的にやられる展開となり、最後にハイプ・ライダーを喰らい敗戦した。12月16日、NXT Liveにてリングネームをモンテス・フォード（Montez Ford）へと変更。アンジェロ・ドーキンスと組んでサニティー（エリック・ヤング & アレクサンダー・ウルフ with ニッキー・クロス）と対戦。終盤にニッキーより毒霧を浴びせられるとヤングより丸め込まれ敗戦。試合後にサニティーより追い打ちとなる襲撃を受けた。
2017年4月28日、NXT Liveにてアンジェロ・ドーキンスとのタッグネームをストリート・プロフィッツ（The Street Profits）と名付ける。ティノ・サバテリ & リディック・モスと対戦。勝利した。
2018年10月28日、EVOLVE・EVOLVE 114にストリート・プロフィッツとして参戦。EVOLVEタッグ王座を保持するドゥーム・パトロール（クリス・デッィキンソン & ジャカ）に挑戦。最後にジャカにフロッグスプラッシュを決めて勝利。ベルトを奪取した。
2019年6月1日、Takeover: XXVで空位となっていたNXTタッグ王座を懸けたフェイタル4way形式のラダーマッチによる王座戦にドーキンスと組んで出場。終盤にウェスリー・ブレイクがラダー上でベルトを掴もうとしたところ、自身がトップロープからスプリングボード式のジャンプでラダーに飛び乗り、ブレイクをパンチで振り落としてベルトを奪取。王座を戴冠した。
2024年4月、レッスルマニア40ではボビー・ラシュリー、アンジェロ・ドーキンスらと組みカリオン・クロス、エイカム、レイザー組と対戦し、勝利を収めている。

## その他
- 2017年6月10日、NXTに所属するビアンカ・ベレアーと婚約した[16][17]。

## 得意技
フロム・ザ・ヘブン
トップロープからのボディプレス。
モンテス・フォードのフィニッシャー。
ナックルパート
クローズライン
ドロップキック
ロー・ドロップキック
延髄斬り
フライング・ニールキック
シューティングスタープレス
スタンディング・ムーンサルトプレス
DDT
スーパーマンパンチ
トペ・コンヒーロ

## 獲得タイトル
WWE
- WWE・ロウ・タッグ王座

1回
w / アンジェロ・ドーキンス
- WWE・スマックダウン・タッグ王座 : 1回

w / アンジェロ・ドーキンス
- NXTタッグ王座 : 1回

w / アンジェロ・ドーキンス
EVOLVE
- EVOLVEタッグ王座 : 1回

w / アンジェロ・ドーキンス